# Urban Strike
Urban Strike är ett TV-spel utvecklat och utgivet av Electronic Arts. Spelet släpptes ursprungligen till Sega Genesis 1994, med porteringar till SNES och Sega Game Gear 1995 och till Game Boy 1996. It is the third game in the Strike series, after Desert Strike: Return to the Gulf och Jungle Strike

## Handling
Spelet utspelar sig 2001, och miljonären och mediamogulen HR Malone, tidigare presidentkandidat, lovar att tillintetgöra korruptionen och att hans privata säkerhetsstyrka kan bekämpa brottslingen. Trots att hans åsikter anses farliga, har han många följeslagare.
En av HR Malones män, avslöjas vara "Agent Ego", spion för den fiktiva organisationen "Strike CORE" och tidigare pilot (se händelserna i spelet Jungle Strike). Ego varnar för att Malone bygger ett supervapen som hotar hela USA. Ego dödas dock då en bilbomb utlöses.
Jakten går via Hawaii, Mexiko, San Francisco, New Cork City och Las Vegas.

### Fotnoter
1. ↑  ”Urban Strke (video game)”. Giant Bomb. http://www.giantbomb.com/urban-strike/61-9336/credits/.